# Claiming Rule Team
La Claiming Rule Team o CRT è stata una tipologia di motocicletta presente nella classe MotoGP del motomondiale nelle stagioni 2012 e 2013, partecipando insieme alle motociclette già precedentemente previste nel regolamento.

## Contesto e regolamento

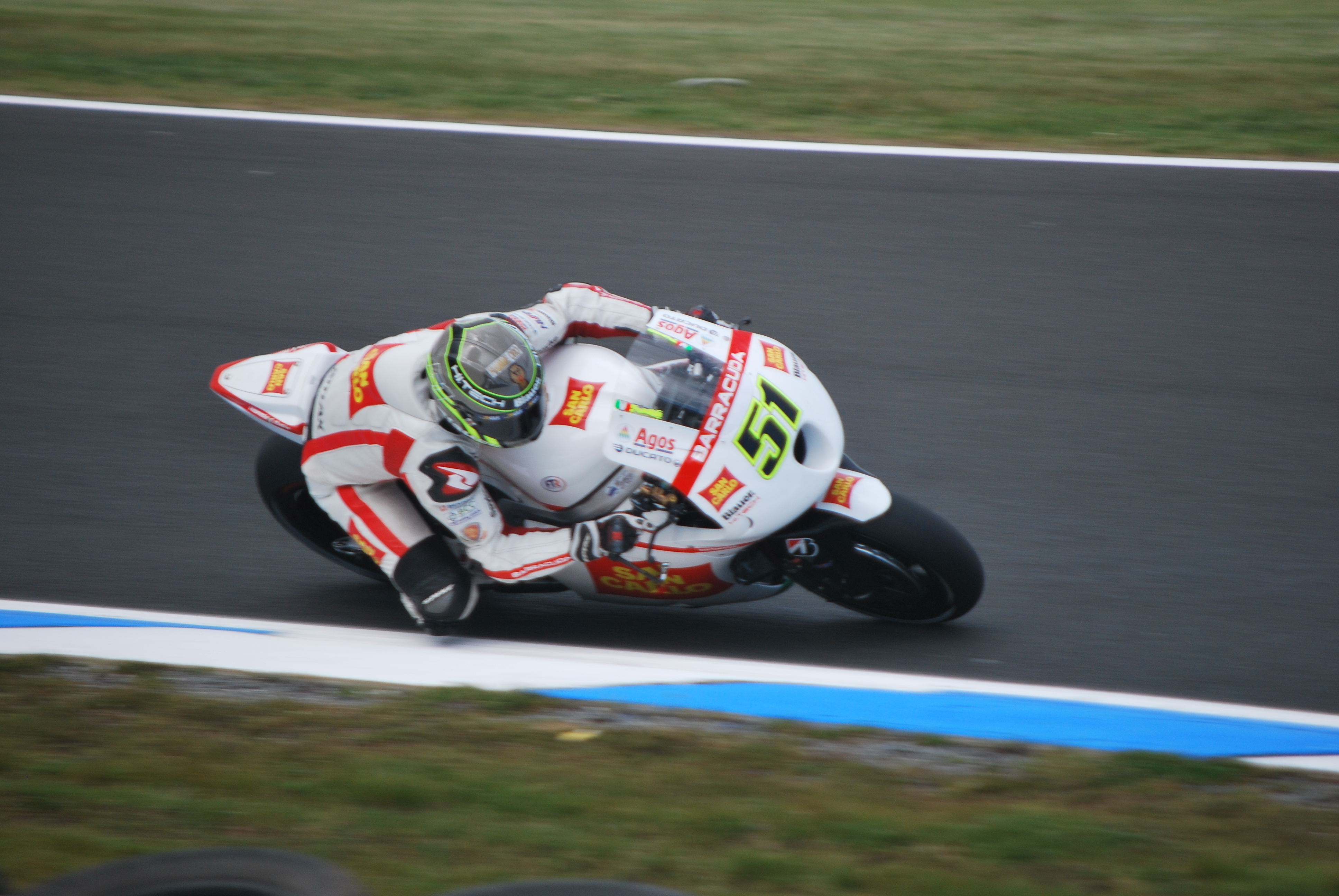
Michele Pirro in sella alla FTR MGP12 del team Gresini Racing, una delle CRT portate al debutto in MotoGP nel 2012.

L'introduzione di tale tipologia di motociclette viene deliberata sul finire della stagione di corse del 2011, visto lo scarso numero di partecipanti alla classe MotoGP.
Il regolamento permette, a quei team che fanno richiesta dello status di CRT, l'utilizzo di un propulsore derivato dalla produzione di serie di cilindrata 1000 cm³, mentre il resto del mezzo può essere sviluppato liberamente (come per i prototipi).
Inoltre si differenziano dai prototipi per alcuni vantaggi tecnici, quale il maggior numero di propulsori utilizzabili da ogni singolo pilota durante il campionato (12 invece dei 6 per le MotoGP) e superiore capacità del serbatoio, permettendo una maggiore quantità di carburante a disposizione (24 litri invece di 21).
Con la regola "engine claiming rule" i team che utilizzeranno tali motociclette non possono far parte della MSMA (associazione delle case costruttrici di motociclette partecipanti alle competizioni), inoltre con tale status (CRT) il team, al termine di ogni gara, deve rendersi disponibile a vendere, su richiesta di un team MSMA, il motore per 20.000 euro con trasmissione o 15.000 euro senza cambio, altrimenti non potranno usufruire dei vantaggi tecnici. Durante la stagione, ogni team CRT può vendere fino ad un massimo di 4 motori, ed un membro MSMA può acquistare solo un motore all'anno dallo stesso team CRT.
Tale regola venne inserita per evitare che delle case della MSMA decidessero di fornire motori semi ufficiali ai team privati delle CRT o che le case producessero dei motori troppo performanti, ma nessun team della MSMA usufruì di tale regola.
Dal luglio 2013 tale regola venne abrogata pur mantenendo lo status di CRT per i semi-prototipi, la discriminante viene definita dalla centralina unica per i team CRT.
Terminata la stagione agonistica del 2013 le CRT vengono abolite, con l'inserimento nel 2014 di una nuova tipologia di motociclette definita Open, che sono dei prototipi che differiscono dalle altre MotoGP già presenti da regolamento (definite come Factory) da alcuni vantaggi regolamentari, quali: maggior capacità del serbatoio (con possibilità di avere maggior carburante in gara), possibilità di sviluppare il propulsore durante la stagione di corse (cosa vietata alle Factory), pneumatici più morbidi e test di sviluppo liberi (mentre le Factory hanno molte limitazioni). Il solo obbligo delle moto Open è quello di utilizzare un programma di controllo per l'elettronica fornito dall'organizzazione del motomondiale (la Dorna), mentre le Factory possono utilizzarne uno sviluppato dalla casa costruttrice.